# Sannicola
Sannicola is een gemeente in de Italiaanse provincie Lecce (regio Apulië) en telt 6058 inwoners (31-12-2004). De oppervlakte bedraagt 27,3 km², de bevolkingsdichtheid is 222 inwoners per km².
De volgende frazioni maken deel uit van de gemeente: Chiesanuova, San Simone, Lido Conchiglie.

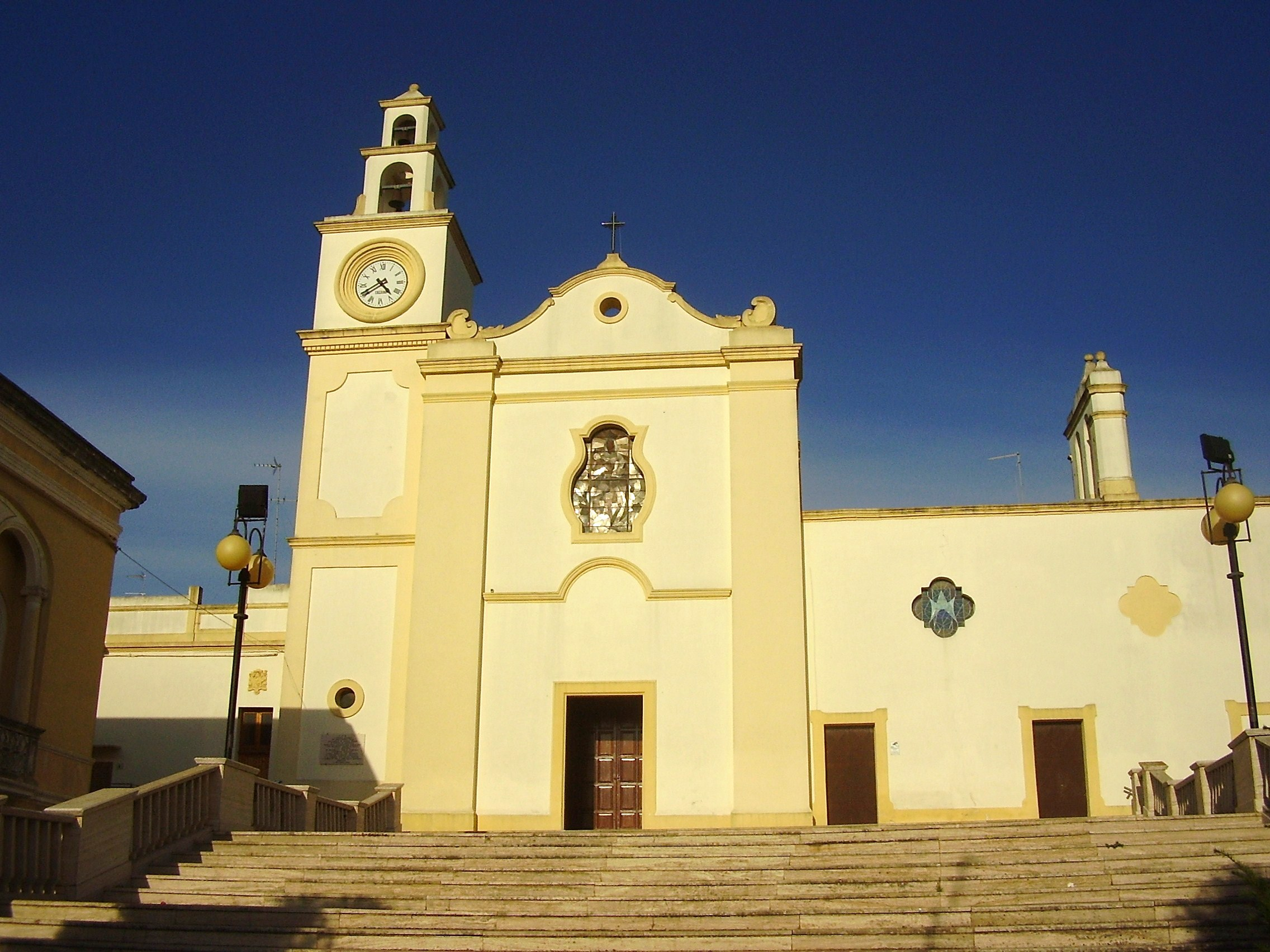
Parochiekerk van Sannicola
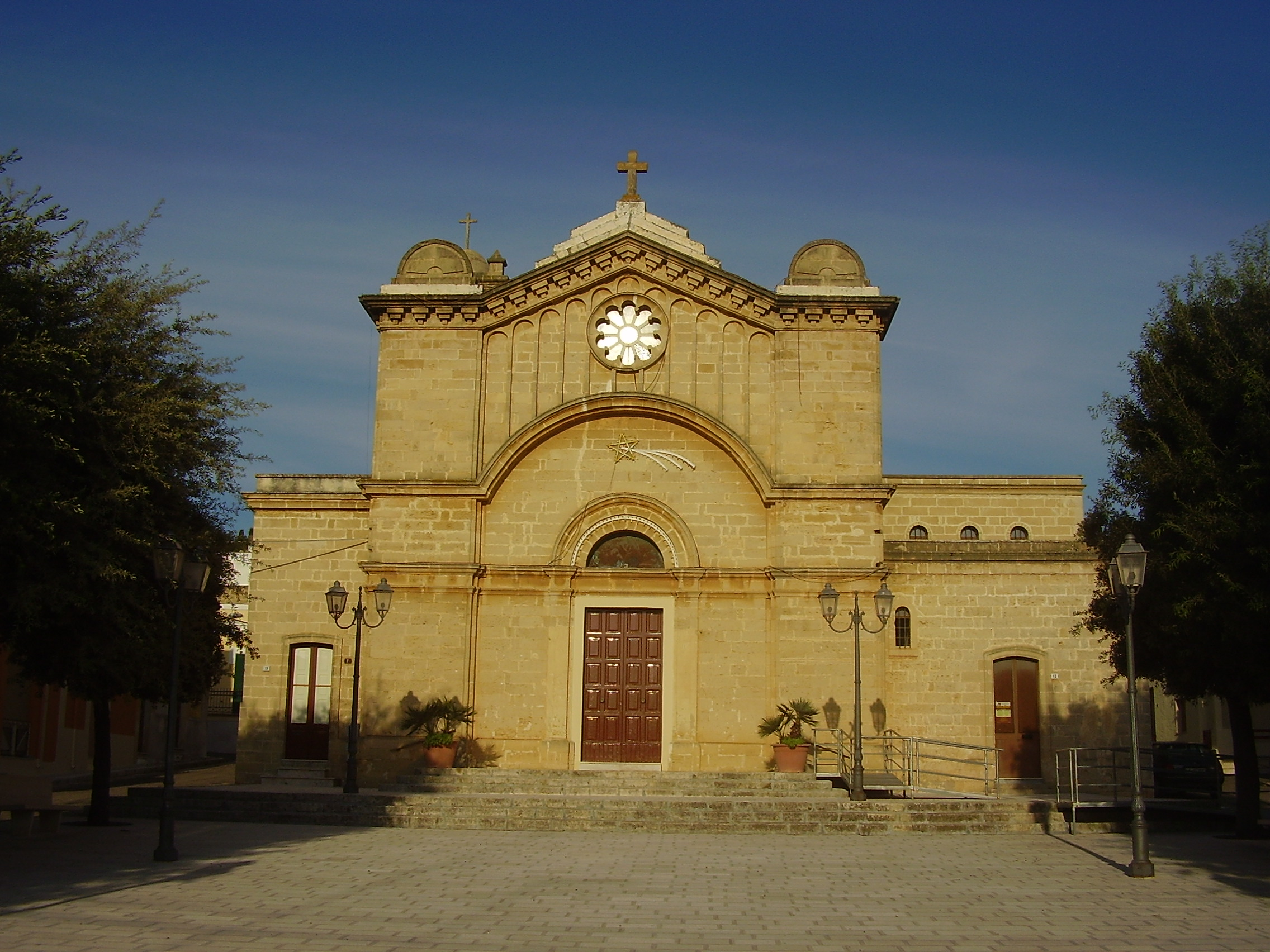
Kerk van San Biagio en San Simone

## Demografie
Sannicola telt ongeveer 2257 huishoudens. Het aantal inwoners daalde in de periode 1991-2001 met 4,1% volgens cijfers uit de tienjaarlijkse volkstellingen van ISTAT.
| Jaar | Inwoneraantal |
| ---- | ------------- |
| 1991 | 6414          |
| 2001 | 6152          |

## Geografie
De gemeente ligt op ongeveer 75 m boven zeeniveau.
Sannicola grenst aan de volgende gemeenten: Alezio, Galatone, Gallipoli, Neviano, Tuglie.